# Avize
 Avize  es una población y comuna francesa, en la región de Champaña-Ardenas, departamento de Marne, en el distrito de Épernay y cantón de Avize.

## Demografía[1][2]
| 1 100 | 1 274 | 1 448 | 1 425 | 1 725 | 1 660 | 1 774 | 1 770 | 1 693 | 1 874 | 1 914 | 1 992 | 2 155 | 2 238 | 2 415 | 2 445 | 2 652 | 2 677 | 2 746 | 2 621 | 2 305 | 2 100 | 2 063 | 1 879 | 1 784 | 1 873 | 1 888 | 1 980 | 1 696 | 1 836 | 1 680 | 1 619 | 1719 |
| Para los censos de 1962 a 1999 la población legal corresponde a la población sin duplicidades (Fuente: INSEE [Consultar]) |       |       |       |       |       |       |       |       |       |       |       |       |       |       |       |       |       |       |       |       |       |       |       |       |       |       |       |       |       |       |       |      |

## Monumentos
- Iglesia de los siglos XII y XV.[7]

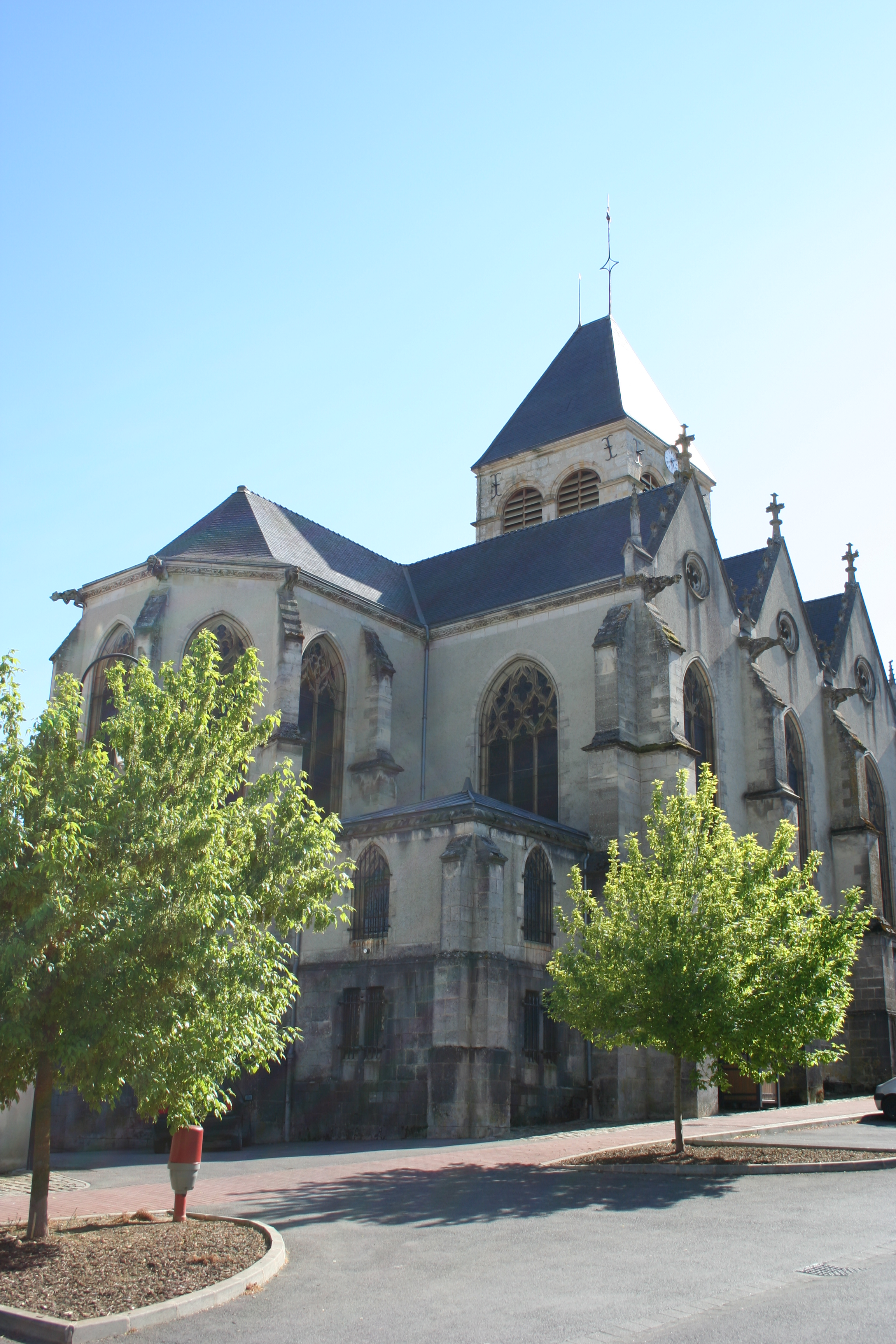
Iglesia.